# امپراتور آی هان
آی امپراتور هان (انگلیسی: Emperor Ai of Han؛ ۲۷ قبل از میلاد – ۱ قبل از میلاد) امپراتور اهل دودمان هان بود.
وی که نوه امپراتور یوان بود پس از مرگ عمویش امپراتور چنگ به سلطنت رسید، آی پس از ۶ سال سلطنت در ۲۶ سالگی درگذشت، علت مرگ به روشنی مشخص نیست اما به نظر می‌رسد که او به یک بیماری مبتلا بوده که مدت‌ها از آن رنج می‌برده است. پس از وی پسرعمویش پینگ به حکومت رسید.